# I Love Dick (romanzo)
I Love Dick è un romanzo dell'artista e autrice americana Chris Kraus. Pubblicato in inglese da Semiotext(e) nel 1997, I Love Dick fonde i formati del romanzo epistolare, del memoir e del saggio di teoria culturale per esplorare l'ossessione psico-sessuale dell'autrice verso "Dick", professore, teorico dei media e sociologo il cui cognome non viene rivelato nel testo. I critici hanno definito questo libro "radicale" e incline al "gossip". Il libro ha dato sostanza ad un genere letterario che può essere definito come "letteratura confessionale", e che l'autrice stessa descrive come "fenomenologia della ragazza solitaria". Lo scrittore Rick Moody lo ha definito "una delle memorie più esplosive, rivelatrici, laceranti e insolite mai scritte".
Secondo Maria Nadotti, che ne ha curato la traduzione in italiano del testo, "Il libro di Kraus [...] è una fotografia ad alta definizione di quei tempi e di quella vicenda culturale, soprattutto di un gruppo sociale cosmopolita ma non multietnico, nomadico ma non migrante: un’élite. [...] Kraus è incazzata: l’élite di cui si è creduta parte, il meglio dell’illuminata, aperta, ‘trasgressiva’ intellighènzia internazionale di stanza a New York in quegli anni, non ha capito un bel niente dell’“origine del mondo”. In altre parole, non ha preso neanche in considerazione l’esistenza delle donne, se non come supporto (appagato? complice?) degli uomini."
Il "Dick" al quale si fa riferimento nel titolo è stato in seguito identificato con il docente, critico letterario e sociologo realmente esistente Dick Hebdige. Nel libro, la sua presenza impatta e cambia profondamente il pensiero dell'autrice Chris Kraus, portandola a riconsiderare tanto il proprio lavoro che il proprio matrimonio con il filosofo e fondatore di Semiotext (e) Sylvère Lotringer.
Il libro è stato adattato nel 2017 come serie televisiva con lo stesso nome per Amazon Studios. Diretta da Jill Soloway, la serie è interpretata da Kathryn Hahn e Kevin Bacon.